# Casamento entre pessoas do mesmo sexo na Costa Rica

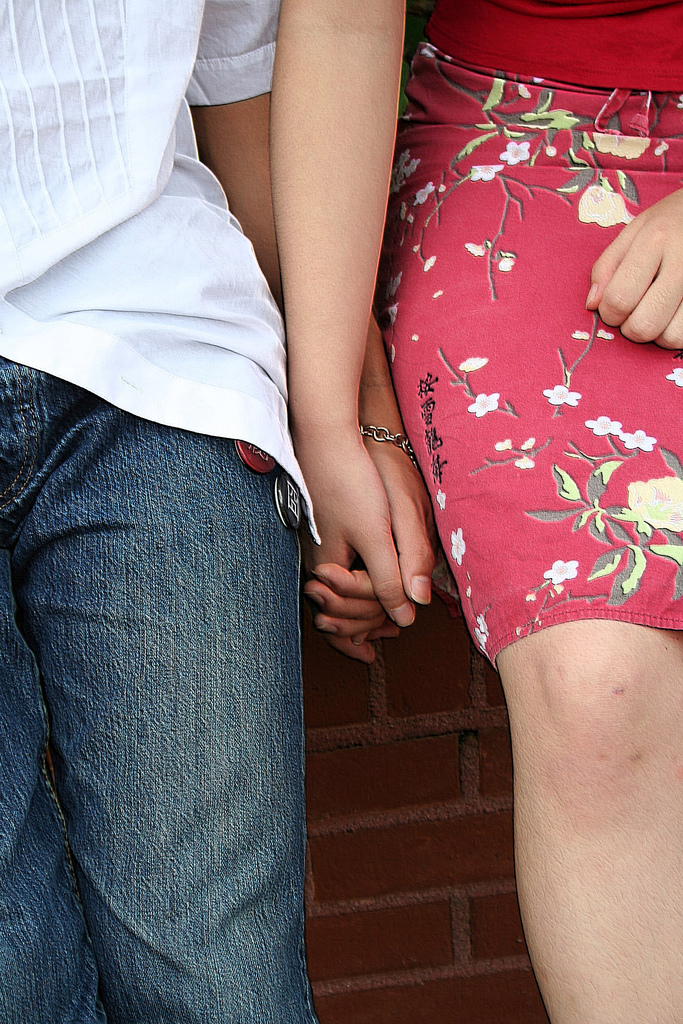
Casal formado por duas mulheres lésbicas.

O casamento entre pessoas do mesmo sexo na Costa Rica foi reconhecido como resultado de uma resolução da Sala Constitucional da Corte Suprema de Justiça costarriquenha no dia 8 de agosto de 2018, por meio do qual foram resolvidas duas ações de inconstitucionalidade contra a norma do Código de Família que proibiam explicitamente as uniões entre pessoas do mesmo sexo.
Para essa sentença, a Sala Constitucional adotou o que é indicado pela Corte Interamericana de Direitos Humanos em sua Opinião Consultiva 24/17, na qual assinalou que os Estados-membros do Pacto de San José deviam garantir o acesso de casais homossexuais para figuras existentes, incluindo casamento. A Sala deu um prazo de 18 meses, contados a partir da publicação da sentença, para entrar em vigência a inconstitucionalidade das normas e pediu ao Assembleia Legislativa a modificar as leis de acordo com a decisão emitida. Em qualquer caso, tal resolução será efetiva a partir de 26 de maio de 2020 no máximo.
A Corte Interamericana de Direitos Humanos, em sua Opinião Consultiva, emitida por solicitação da Costa Rica, estabeleceu que:
O Estado deve reconhecer e garantir todos os direitos que se derivam de um vínculo familiar entre pessoas do mesmo sexo em conformidade com o estabelecido nos artigos 11.2 e 17.1 da Convenção Americana. (...) de acordo com os artigos 1.1, 2, 11.2, 17 e 24 da Convenção Americana, é necessário que se garanta o acesso a todas as figuras já existentes nos sistemas legais internos, incluindo o direito ao casamento. (..) Garantir a proteção de todos os direitos das famílias formadas por casais do mesmo sexo, sem discriminação com relação àqueles que são constituídos por casais heterossexuais.
As repercussões da decisão podem ser regionais, uma vez que diferentes juristas apontam que a decisão não é apenas obrigatória para a Costa Rica, mas pode ser obrigatória para todos os países signatários do Pacto de San José e que reconhecem como superior a autoridade da Corte Interamericana de Direitos Humanos..